# Steinsteinen
Der Steinsteinen ist ein Nunatak im ostantarktischen Königin-Maud-Land. Er ist der größte der Sørensen-Nunatakker in den Drygalskibergen der Orvinfjella.
Norwegische Kartographen, die ihn auch benannten, kartierten den Berg anhand von Luftaufnahmen und Vermessungen der Dritten Norwegischen Antarktisexpedition (1956–1960). Namensgeber ist Stein Sørensen (* 1921), Funker bei dieser Forschungsreise von 1956 bis 1958. 